# Флоря Думітраке
Флоря Думітраке (рум. Florea Dumitrache, 22 травня 1948, Бухарест — 26 квітня 2007, Бухарест) — румунський футболіст, що грав на позиції нападника, зокрема, за «Динамо» (Бухарест) і національну збірну Румунії.
Один з найкращих і найрезультативгіших румунських нападників на межі 1960-х і 1970-х років. Триразовий чемпіон Румунії. Володар Кубка Румунії.

## Клубна кар'єра

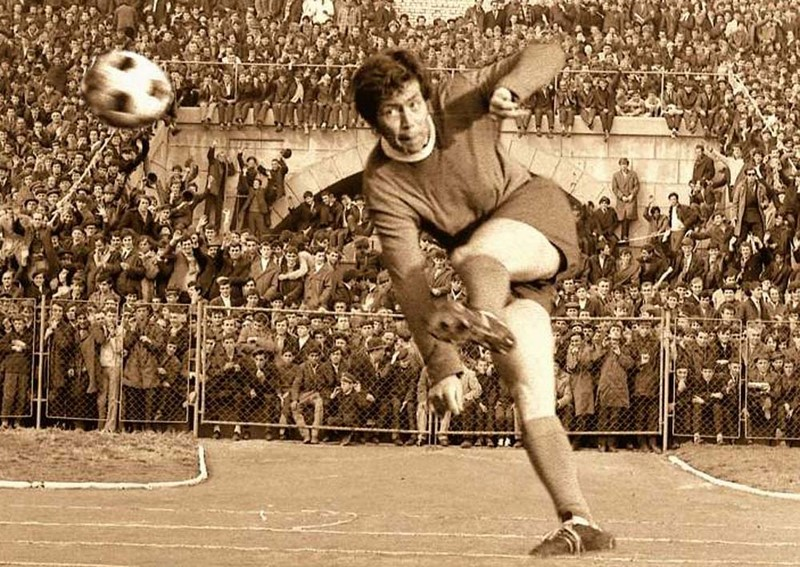
Думітраке у грі за «Динамо».

Народився 22 травня 1948 року в місті Бухарест. Вихованець юнацьких команд футбольних клубів «Рапід» (Бухарест) та «Динамо» (Бухарест).
У дорослому футболі дебютував 1965 року виступами за команду клубу «Динамо» (Бухарест), в якій провів одинадцять сезонів, взявши участь у 198 матчах чемпіонату. У складі бухарестського «Динамо» був одним з головних бомбардирів команди, маючи середню результативність на рівні 0,55 голу за гру першості. За цей час тричі ставав чемпіоном Румунії і одного разу виборов Кубок країни. У 1968—1969 роках двічі поспіль визнавався Румунським футболістом року, а у 1969 і 1971 роках става найкращим бомбардиром румунської футбольної першості, забивши відповідно 22 і 15 голів за сезон.
Протягом 1976—1979 років захищав кольори команди клубу «Жиул» (Петрошань), а завершив професійну ігрову кар'єру у «Корвінулі», за який виступав з 1979 по 1984 рік.
Помер 26 квітня 2007 року на 59-му році життя у Бухаресті.

## Виступи за збірну
1968 року дебютував в офіційних матчах у складі національної збірної Румунії. Протягом кар'єри у національній команді, яка тривала 7 років, провів у формі головної команди країни 31 матч, забивши 15 голів.
У складі збірної був учасником чемпіонату світу 1970 року у Мексиці. У другій грі групового етапу проти Чехословаччини реалізував пенальті, встановивши остаточний рахунок гри (2:1) і принісши румунам єдину перемогу на мундіалі. В останній грі групового етапу забив з гри у ворота бразильців, чого, утім, було недостатньо аби уникнути поразки від команди Пеле (2:3) і пробитися до плей-оф.

## Титули і досягнення

### Командні
- Чемпіон Румунії (3):

«Динамо» (Бухарест): 1970-1971, 1972-1973, 1974-1975
- Володар Кубка Румунії (1):

«Динамо» (Бухарест): 1967-1968

### Особисті
- Румунський футболіст року (2): 1968, 1969
- Найкращий бомбардир чемпіонату Румунії (2): 1968-69 (22), 1970-71 (15)